# Fuji Television
Fuji Television Network, Inc. (яп. 株式会社フジテレビジョン кабусики-гайся Фудзи Тэрэбидзён) TYO: 4676 — японская телевизионная сеть, базирующаяся на Одайбе, Минато, Токио, Япония. Она известна как Fuji TV (яп. フジテレビ Фудзи Тэрэби) или CX. Это основная телестанция Fuji News Network (FNN) и Fuji Network System (яп. フジネットワーク) или FNS. Также она взаимодействует с Nippon Broadcasting System, Inc.

## Офисы

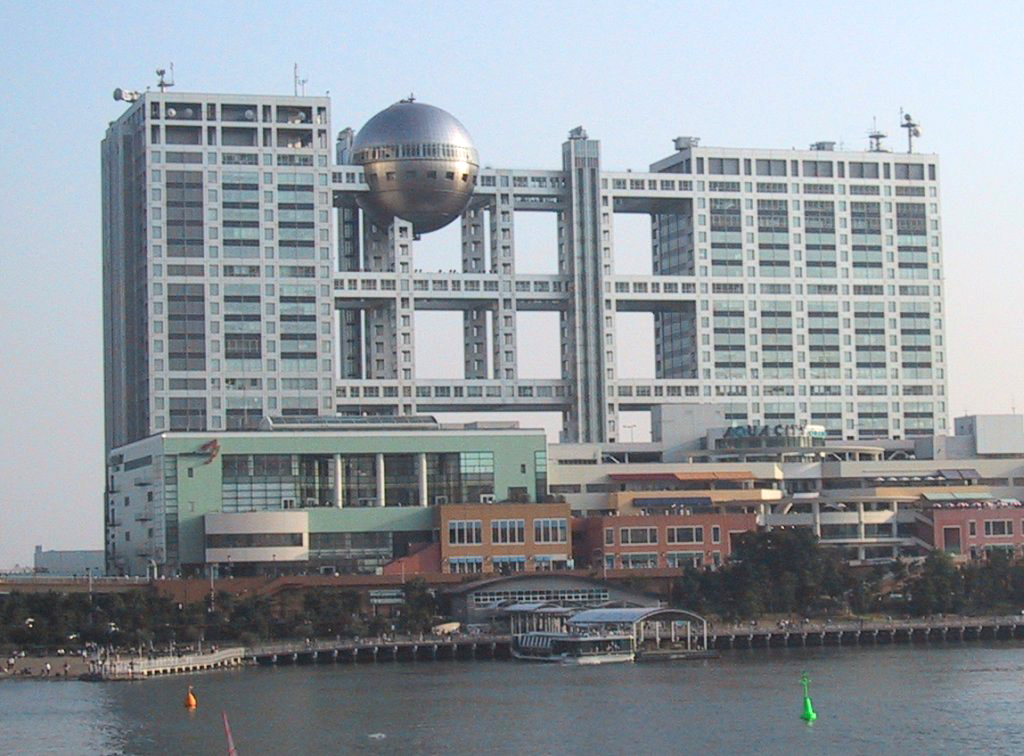
Здание штаб-квартиры Fuji TV на Одайбе (арх. Кэндзо Тангэ) известно своей необычной архитектурой.

Штаб-квартира расположена по адресу 2-4-8, Дайба, Минато-ку, Токио, Япония. Кансайский офис находится в Aqua Dojima East, Додзима, Кита-ку, Осака, Япония. Офис Нагои располагается на Телепии, Хигаси-сакура, Хигаси-ку, Нагоя, Япония.

## История Fuji TV
Fuji Television была основана 18 ноября 1951 года. 1 марта 1959 года Fuji TV начало телевещание и создало сеть совместно с Tokai TV, Kansai TV и Kyushu Asahi Broadcasting в июне. В октябре 1966 года была сформирована новостная сеть обмена новостями с местными станциями под названием FNN (Fuji News Network). 1 апреля 1986 изменился логотип (Channel 8 → Medama). 10 марта 1997 штаб-квартира переехала из Кавадатё, Синдзуку-ку на Одайбу, Минато-ку.

## Рекламный слоган
- HAVE YOUR MEASURE, потому что шанс - это Fuji TV (яп. HAVE YOUR MEASURE きっかけは、フジテレビ。 HAVE YOUR MEASURE Киккакэ ва Фудзи Тэрэби)

Раньше слоганом было Мы немного счастливы из-за Fuji TV. (яп. ちょっぴりハッピー、きっかけは、フジテレビ。 Тёппири Хэппи Киккакэ ва Фудзи Тэрэби).

## Телевещание

### Аналоговое
JOCX-TV — Fuji Television Analog (フジテレビジョン・アナログ)
- Tokyo Tower — канал 8

Tokyo bottom
- Хатиодзи — канал 31
- Тама — канал 57

Острова в Токио
- Титидзима — канал 57
- Хахадзима — канал 58

Префектура Ибараки
- Мито — канал 38
- Хитати — канал 58

Префектура Тотиги
- Уцуномия — канал 57

Префектура Гумма
- Маэбаси — канал 58

Префектура Сайтама
- Титибу — канал 29

Префектура Тиба
- Нарита — канал 57
- Татэяма — канал 58

Префектура Канагава
- Йокогама-минато — канал 58
- Йокосука-Курихама — канал 37
- Хирацука — канал 39

Префектура Окинава
- Кита-Дайто — канал 46
- Минами-Дайто — канал 58

США (арендованный доступ)
- Сан-Франциско, Калифорния KTSF — канал 26
- Нью-Йорк WMBC — канал 63

### Цифровое
JOCX-DTV — Fuji Digital Television (フジデジタルテレビジョン)
- Remote controller ID 8
- Tokyo Tower — канал 21
- Мито — канал 19
- Уцуномия — канал 35
- Маэбаси — канал 42
- Хирацука — канал 21

## Показы

### Аниме
| - Afro Samurai - Ai Yori Aoshi - Aoki Densetsu Shoot! - Astro Boy - Dolphin Oji - Prince Planet - Chibi Maruko-chan - Hoka Hoka Kazoku - Chrono Crusade (Крестовый поход Хроно) - Cooking Master Boy - Digimon Adventure - Digimon Adventure 02 - Digimon Tamers - Digimon Frontier - Digimon Data Squad - Digital Monster X-Evolution - Dr. Slump - Dragon Ball - Dragon Ball Z - Dragon Ball GT - Dragon Warrior - Fatal Fury: Legend of the Hungry Wolf - Fatal Fury 2: The New Battle - Future Diary - Fist of the North Star - Flame of Recca - Full Metal Panic? Fumoffu - Gad Guard - Galaxy Express 999 - Gatchaman - Gantz - Genesis Climber Mospeada - Getsumento Heiki Mina - Getter Robo - Gigantor - Girls Bravo - Gravion - Gravion Zwei - Great Mazinger - Great Teacher Onizuka (Крутой учитель Онидзука) - Gunslinger Girl (Школа убийц) - Haibane Renmei - Hataraki Man - Hellsing (Хеллсинг: Война с нечистью) - Higashi no Eden - Honey and Clover - Hungry Heart: Wild Striker - Hunter X Hunter | - Initial D - Jyu oh sei - Kanon - Key the Metal Idol - Kiddy Grade - Kimba the White Lion - L/R: Licensed by Royalty - Lassie - Legendz - Maison Ikkoku - Marmalade Boy - Mazinger Z - Mushishi - Nanako SOS - Night Head Genesis - Ninku - Nodame Cantabile - One Piece - Paradise Kiss - Parappa the Rapper - Peter Pan no Boken - RahXephon - Ranma ½ (Ранма ½) - Read or Die (Прочти или умри) - Rurouni Kenshin (Самурай X) - Rurouni Kenshin: Seisōhen - Sakigake!! Otokojuku - Samurai Champloo (Самурай Чамплу) - Sarai-ya Goyou - Sazae-san - Skull Man - Speed Racer (Гонщик Спиди) - Starzinger - Super Milk-chan - Swiss Family Robinson - Texhnolyze - The Bush Baby - The Galaxy Railways - Touch - Turn A Gundam - Vampiyan Kids - Wolf’s Rain (Волчий дождь) - Yu Yu Hakusho - Konjiki no Gash Bell!! |

### Токусацу
- Mirrorman (1971—1972)
- Toei Company Mysterious Comedy series (1981—1993)
  - Magical Girl Chukana Paipai! (1989)
  - Magical Girl Chukana Ipanema! (1989)
  - Bishōjo Kamen Poitrine (1990)
- Megaloman (1979)

### Дорамы
- Long Vacation (ロングバケーション) (1996)
- Furuhata Ninzaburo (古畑任三郎)
- With Love (1999)
- HERO (2001)
- Shiroi Kyotō (白い巨塔) (2003—2004)
- Water Boys (ウォーターボーイズ) (2003, 2004)
- Dr.Coto Shinryojo (Dr.コトー診療所) (2003, 2004)
- Densha Otoko (電車男) (2005)
- Umizaru Evolution (海猿) (2005)
- Oniyome Nikki (鬼嫁日記) (2005)
- 1 Litre of Tears (1リットルの涙) (2005)
- Attention Please (アテンションプリーズ) (2006)
- Kekkon Dekinai Otoko (結婚できない男) (2006)
- Proposal Daisakusen (プロポーズ大作戦) (2007)
- Life (ライフ) (2007)

### Кулинария
- Iron Chef (1993—1999, 2001 Special)

### Спорт
- Sport (すぽると!)

### Реалити-шоу
- Аинори (あいのり, 11 октября 1999 — до сих пор)